# 3827 Зденекгорський
3827 Зденекгорський (3827 Zdeněkhorský) — астероїд головного поясу, відкритий 3 листопада 1986 року.
Тіссеранів параметр щодо Юпітера — 3,334.